# La noieta
La noieta o La noia (originalment en hongarès, Eltávozott nap) és una pel·lícula hongaresa de 1968 dirigida per Márta Mészáros. S'ha subtitulat al català.

## Sinopsi
L'Erzsi té vint-i-quatre anys i sobreviu gràcies a l'ajuda pública. Treballa en una fàbrica tèxtil a Budapest. Un dia, decideix anar a conèixer la seva mare que viu al camp.

## Repartiment
- Kati Kovács: Erzsi Szőnyi
- Teri Horváth: senyora Zsámboki
- Ádám Szirtes: senyorZsámboki
- Zsuzsa Pálos: Mari
- András Kozák: Gábor
- Gábor Harsányi: Lajos Zsámboki